# アナニヤ
アナニヤ
1. サッピラの夫。エルサレム教会の一員で、見栄を張って「畑を売ったお金を全額教会に寄付する」と、嘘をつきペテロにそれを指摘されたところ急死した[1]。
2. ネデバエウスの子、大祭司アナニヤ（在位：紀元46年 - 52年）。使徒パウロが裁判にかけられた際に参加し、彼の発言を遮る[2]。その後ユダヤ人とサマリア人の抗争事件で責任を取らされ退位、退位後も気前だけはよかったので（市民からは）人気はあったが、そのため手下を使い力ずくで金を祭司から徴収したため餓死者を出す[3]。最後はユダヤ戦争時に蜂起した熱心党達に殺害される[4]。
3. ダマスコに住むイエスの弟子。本項で詳述する。

アナニヤ（ギ:Hananias）とは新約聖書（使徒言行録）の登場人物である。「アナニヤ」とは「主は恵み深い」という意味である。彼はダマスコ在住で、イエスの弟子であった。
パウロが回心したときに、彼を訪ね、視力を回復させたことで有名である。パウロによると「律法を重んじる敬虔な人で、そこに住むユダヤ人全体の間で評判の良い…人」であったようだ。